# 인공 광합성
인공 광합성(영어: Artificial photosynthesis)은 자연적인 광합성 과정을 생체모방하는 화학적 과정이다. 인공 광합성이라는 용어는 태양으로부터 에너지를 포획하여 연료, 특히 태양연료를 생산함으로써 에너지를 저장하는 모든 방안을 지칭하는 데 느슨하게 사용된다. 인공 광합성의 장점은 태양 에너지를 변환하여 저장할 수 있다는 것이다. 이와 대조적으로, 태양광 발전 전지를 사용하면 햇빛이 전기로 변환된 다음 저장용으로 다시 화학 에너지로 변환되며, 두 번째 변환과 관련된 일부 에너지 손실이 발생한다. 이러한 반응의 부산물은 환경 친화적이다. 인공 광합성 연료는 탄소 중립 에너지원이 될 수 있지만, 실용적인 의미에서 입증된 적은 없다. 인공 광합성의 경제성은 경쟁력이 없다.

## 개요
수많은 방식이 인공 광합성으로 설명되어 왔다.
- 광촉매 물 분해, 물을 수소와 산소로 변환하는 과정:

2 H
2O  →  2 H
2 + O
2
이 방식은 개념적으로 인공 광합성의 가장 단순한 형태이지만, 실용적인 방식으로 입증되지는 않았다.
- 빛으로 인한 이산화 탄소 환원, 물, 이산화 탄소를 일산화 탄소 또는 유기 화합물 및 산소로 변환하는 과정. 개념적으로 가장 단순한 형태에서 이 과정은 CO를 생성한다:[3]

2 CO
2  →  2 CO + O
2
관련 프로세스는 폼산(HCO
2H)을 생성한다:
2 H
2O + 2 CO
2  →  2 HCO
2H + O
2
변형은 폼알데하이드 또는 동등하게 탄수화물을 생성할 수 있다:
2 H
2O + CO
2  →  H
2CO + O
2
이러한 과정은 자연적인 탄소 고정을 재현한다.

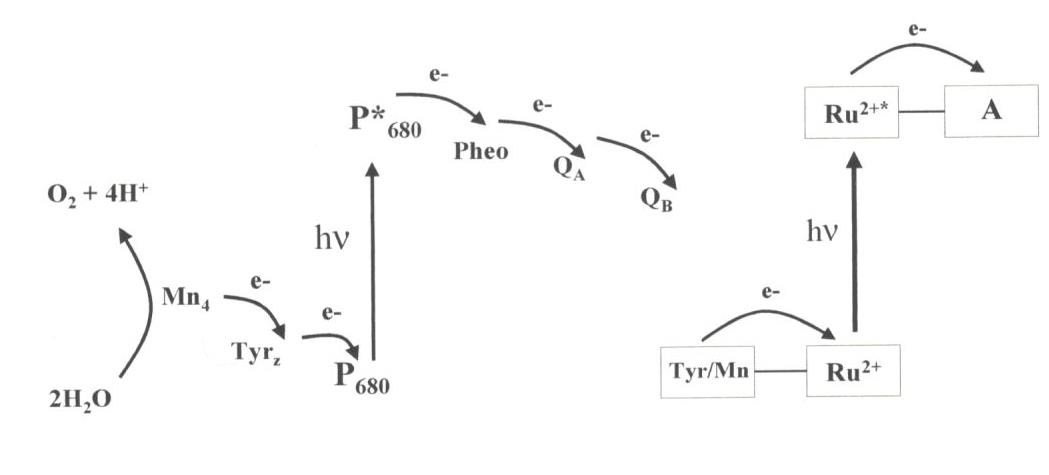
자연 광합성(왼쪽) vs. 인공 광합성(오른쪽)

사회경제적 함의 때문에 인공 광합성은 많은 도전에도 불구하고 시의성이 있다. 이상적으로는 이러한 태양연료를 생산하는 데 필요한 유일한 입력은 물, 이산화탄소, 그리고 햇빛뿐이다. 유일한 부산물은 직접적인 과정을 사용함으로써 산소가 될 것이다.

## 역사
인공 광합성은 1912년 이탈리아의 화학자 자코모 치아미치안에 의해 처음으로 예상되었다. 나중에 사이언스지에 게재된 강연에서 그는 화석연료 사용에서 태양에 의해 제공되고 기술적 광화학 장치에 의해 포착되는 복사 에너지로의 전환을 제안했다. 이 전환에서 그는 유럽의 부유한 북부와 가난한 남부 사이의 격차를 줄일 가능성을 보았고, 석탄에서 태양 에너지로의 전환이 "진보와 인간의 행복에 해롭지 않을 것"이라고 추측했다.
1960년대 후반, 후지시마 아키라는 이산화 타이타늄의 광촉매 특성, 즉 혼다-후지시마 효과를 발견했는데, 이는 가수분해에 사용될 수 있었다.
단일 부품 다중 접합 반도체 장치(UV 광선과 이산화 타이타늄 반도체 대비)를 이용한 가시광선 물 분해는 1983년 Energy Conversion Devices의 윌리엄 에어스에 의해 처음으로 시연되고 특허를 받았다. 이 그룹은 물을 광분해하여 수소와 산소로 분리하는 것을 시연했으며, 이는 현재 "인공 잎"이라고 불리며 저비용의 박막 비정질 실리콘 다중 접합 시트를 물에 직접 담그는 방식이다. 수소는 다양한 촉매로 장식된 전면 비정질 실리콘 표면에서 발생했으며, 산소는 후면 금속 기판에서 발생하여 수소/산소 혼합 가스 발생의 위험을 제거했다. 침지된 장치 위의 폴리머 막은 양성자 수송 경로를 제공했다. 가시광선을 이용한 다중 접합 박막 장치에서 얻을 수 있는 더 높은 광전압은 UV 또는 다른 단일 접합 반도체 광전극을 이용한 이전 광분해 시도에 비해 큰 발전이었다. 이 그룹의 특허는 또한 비정질 실리콘 외에도 여러 다른 반도체 다중 접합 구성을 나열하고 있다.
1990년대 이후로, 수소 발생 반응과 산소 발생 반응의 촉매에 대해 많은 것이 밝혀졌다. 불행히도, 많은 노력에도 불구하고 실용적인 시스템은 아직 입증되지 않았다.

## 촉매작용

### 촉매 삼잔기

광촉매(P)가 물 산화 촉매(D)와 수소 발생 촉매(A)에 직렬로 연결된 삼잔기 조합. 촉매 작용이 발생하면 D에서 A로 전자가 흐른다.

인공 광합성 개념 중 일부는 자연 광합성에서 영감을 받은 개별 구성 요소로 구성된다.
- 박테리아와 식물의 광수집 복합체는 광자를 포획하여 전자로 변환하고, 이를 광합성 사슬로 주입한다.
- 광합성 사슬의 여러 보조 인자를 따라 양성자 결합 전자 이동이 일어나 국부적이고 공간적인 광유도 전하 분리를 유발한다.
- 산화·환원 반응 촉매 작용은 위에서 언급한 전이된 전자를 사용하여 물을 이산소와 양성자로 산화시키고, 이 양성자는 일부 종에서 이수소 생산에 활용될 수 있다.

이러한 과정은 촉매 삼잔기 조합에 의해 복제될 수 있는데, 이는 하나의 촉매에서 물을 산화시키고, 다른 촉매에서 양성자를 환원시키며, 전체 시스템에 동력을 공급하는 감광제 분자를 가질 수 있다.

### 촉매
태양 전지용 일부 촉매는 수소를 생산하도록 고안되었다.
1) 균일 시스템은 촉매가 구획화되지 않은 시스템으로, 구성 요소가 동일한 구획에 존재한다는 의미이다. 이는 수소와 산소가 같은 위치에서 생산된다는 것을 의미한다. 이는 폭발성 혼합물을 구성하므로 가스 제품 분리가 필요하다는 단점이 될 수 있다. 또한, 모든 구성 요소는 대략 동일한 조건(예: 수소 이온 농도 지수)에서 활성화되어야 한다.
2) 이종 시스템은 두 개의 분리된 전극인 양극과 음극을 가지고 있어 산소와 수소 생산을 분리할 수 있다. 또한, 다른 구성 요소들이 반드시 동일한 조건에서 작동할 필요는 없다. 그러나 이러한 시스템의 복잡성이 증가하면 개발이 더 어려워지고 비용이 더 많이 든다.

### 선정된 촉매
O2-발생 및 환원 측면 모두에 대해 많은 촉매가 평가되었다. 아래에 나열된 산화제 및 환원제를 포함하는 촉매는 실용적이지 않지만 예시적이다.
- Cd
1-xZn
xS 광촉매. Cd
1-xZn
xS 고용체는 태양광 조사 하에 물 분해로부터 수소 생산을 촉매한다.[27]
- 질소-도핑된 셀렌화 카드뮴 양자점-감광된 이산화 타이타늄 나노입자 및 나노와이어도 광 생성 수소를 생성했다.[28]
- 코발트 인산염.[29][30][31][32]
- 저렴한 철 카르보닐 착물은 수소 발생을 촉매한다.[33][34] 철 카르보닐 화합물을 인듐 인화물 층으로 덮인 금 전극은 광전기화학적 수소 생산을 달성한다.[35]
- 바나듐산 비스무트

 자연 광합성과 유사하게, 이러한 인공 잎은 전체 물 분해 또는 CO2 환원을 위해 빛 흡수체의 탠덤을 사용할 수 있다. 이러한 통합 시스템은 가볍고 유연한 기판 위에 조립될 수 있으며, 그 결과 연잎과 유사한 부유 장치가 만들어진다.
- 금속유기골격체(MOF) 기반 물질은 물 산화에 대해 연구되어 왔다.[38][39] 이 시스템의 안정성과 조절 가능성은 향후 개발에 매우 유익할 것으로 예상된다.[40]

### 촉매 안정성
인공 광합성용 촉매는 수백만 번의 회전수를 달성할 것으로 예상된다. 촉매는 특히 빛에 노출될 때 물에서 종종 부식된다. 따라서 태양광 발전보다 안정성이 낮을 수 있다. 수소 산화 촉매는 산소에 매우 민감하여 산소가 존재하면 비활성화되거나 분해되며, 시간이 지남에 따라 광손상도 발생할 수 있다.

## 연구 센터
스웨덴, 미국 등 전 세계적으로 연구 센터가 설립되었으며, 오직 햇빛, 물, 이산화탄소만을 입력으로 사용하여 연료를 생산하는 비용 효율적인 방법을 찾는 것을 목표로 한다. 일본에서는 그해 말 KAITEKI 연구소 설립으로 이러한 목표가 확인되었으며, 인공 광합성을 통한 이산화탄소 감축이 주요 목표 중 하나였다. 그리고 호주에서도 연구 센터가 설립되었다.

## 다양한 구성 요소

### 수소 촉매
수소는 가장 단순한 태양 연료이다. 수소의 형성은 두 양성자에 두 전자를 전달하는 것만을 포함한다:
2 e−
 + 2 H+
  →  H
2
수소화효소 효소는 이 변환을 수행한다.
다이로듐 광촉매와 코발트 촉매

### 물 산화 촉매
물 산화는 양성자 환원보다 더 복잡한 화학 반응이다. 자연에서 산소 발생 복합체는 광계 II(PS II) 내의 망가니즈-칼슘 클러스터에 환원 당량(전자)을 축적한 다음, 이를 물 분자로 전달하여 분자 산소와 양성자를 생성함으로써 이 반응을 수행한다:
2 H2O → O2 + 4 H+ + 4e−
촉매(자연 또는 인공)가 없으면 이 반응은 매우 흡열적이며, 고온(최소 2500K)이 필요하다.
산소 발생 복합체의 정확한 구조는 실험적으로 결정하기 어려웠다. 2011년 기준으로, 가장 상세한 모델은 광계 II의 1.9Å 해상도 결정 구조에서 나온 것이다. 이 복합체는 4개의 망가니즈 이온과 1개의 칼슘 이온을 포함하는 클러스터이지만, 클러스터 내에서 물 산화의 정확한 위치와 메커니즘은 알려져 있지 않다. 그럼에도 불구하고, 생체 모방 망가니즈 및 망가니즈-칼슘 복합체가 합성되었으며, 예를 들어 [Mn4O4] 쿠반형 클러스터는 일부 촉매 활성을 보인다.
일부 루테늄 착물, 예를 들어 이핵성 μ-옥소 브릿지 "블루 이합체"(합성된 최초의 착물)는 높은 원자가 상태를 형성할 수 있어 빛 구동 물 산화를 수행할 수 있다. 이 경우, 루테늄 착물은 광감제와 촉매 역할을 모두 한다. 이 착물과 다른 분자 촉매는 명확한 구조, 활성 부위, 그리고 연구하기 쉬운 메커니즘과 같은 다양한 장점을 가지고 있어 이 분야의 연구자들을 여전히 매료시키고 있다. 극복해야 할 주요 과제 중 하나는 단기 안정성과 인공 광합성 장치 응용을 위한 효과적인 이종화이다.
산화 루테늄(IV)(RuO2), 산화 이리듐(IV)(IrO2), 코발트 산화물(니켈-도핑된 산화 코발트(II,III) Co3O4 포함), 산화 망가니즈(층상 MnO2(버네사이트), Mn2O3 포함), Mn2O3와 CaMn2O4 혼합물을 포함한 많은 금속 산화물이 물 산화 촉매 활성을 가지는 것으로 밝혀졌다. 산화물은 분자 촉매, 특히 상대적으로 풍부한 전이 금속(코발트 및 망가니즈)에서 얻은 촉매보다 얻기 쉽지만, 낮은 회전 빈도와 느린 전자전달 특성을 가지며, 작용 메커니즘을 해독하기 어렵고, 따라서 조절하기 어렵다.

### 감광제

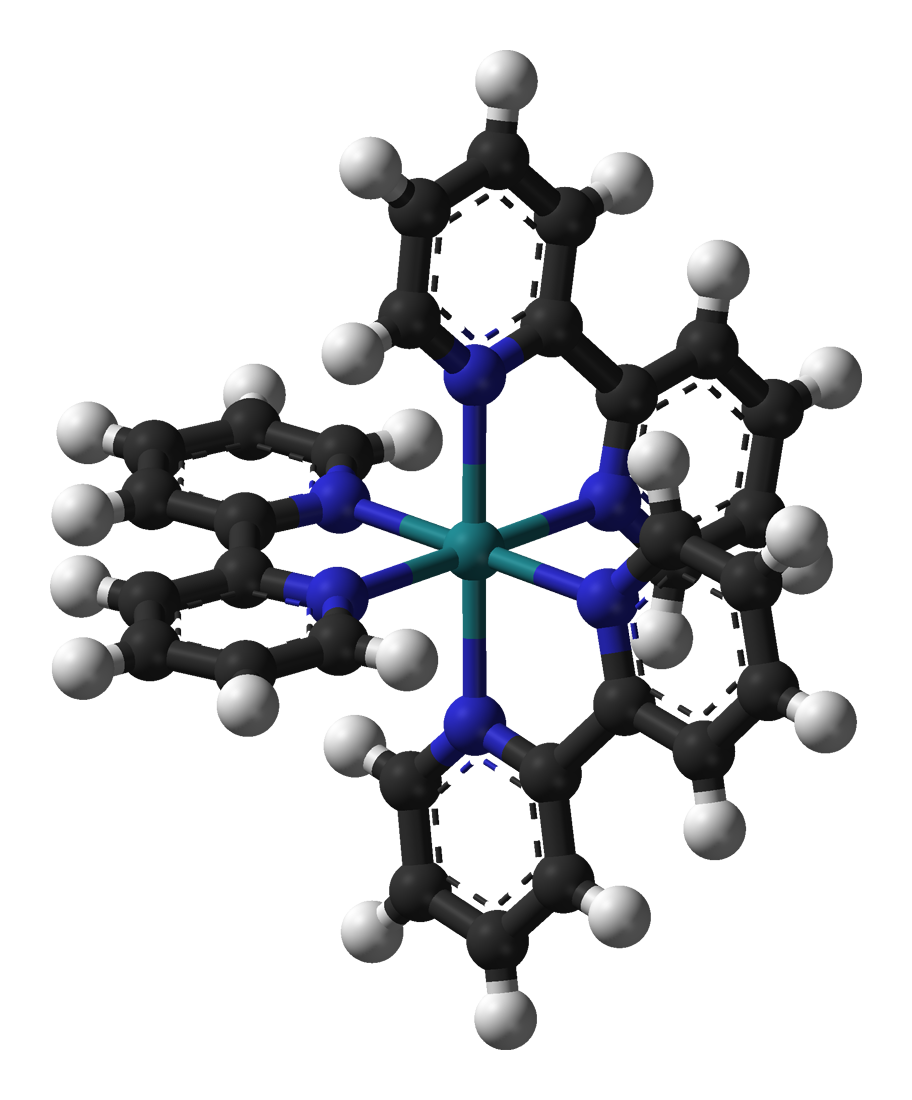
트리스(바이피리딘)루테늄(II)의 구조. 널리 사용되는 감광제이다.

자연은 주로 엽록소와 같은 생물 색소를 사용하여 가시 스펙트럼의 넓은 부분을 흡수한다. 인공 시스템은 넓은 흡수 범위를 가진 한 가지 유형의 색소를 사용하거나 동일한 목적을 위해 여러 색소를 결합할 수 있다.
루테늄 폴리피리딘 착물, 특히 트리스(바이피리딘)루테늄(II) 및 그 파생물은 효율적인 가시광선 흡수와 그로 인한 장수명의 금속-리간드 전하 이동 들뜬 상태로 인해 강력한 환원제 역할을 하여 수소 광생산에 광범위하게 사용되었다. 사용된 다른 귀금속 (화학) 함유 착물에는 백금, 로듐 및 이리듐을 포함하는 착물이 있다.
금속을 포함하지 않는 유기 착물도 광감제로 성공적으로 사용되었다. 예로는 에오신 Y와 로즈 벵갈이 있다. 포르피린과 같은 피롤 고리도 동종 및 이종 촉매 작용을 위해 나노물질 또는 반도체 코팅에 사용되었다.
현재 연구 노력의 일환으로 인공 광자 안테나 시스템은 인공 광합성을 위한 효율적이고 지속 가능한 빛 수집 방법을 결정하기 위해 연구되고 있다. 기온 칼자페리(2009)는 식물의 빛 수집 시스템을 모방하기 위해 제올라이트 L을 유기 염료의 호스트로 사용하는 안테나를 설명한다. 이 안테나는 염료 분자를 제올라이트 L의 채널에 삽입하여 제작된다. 진공 및 고온 조건에서 이루어지는 삽입 과정은 제올라이트 골격과 염료 분자의 협력적인 진동 운동에 의해 가능해진다. 결과로 생성된 물질은 스톱콕 중간체를 통해 외부 장치와 연결될 수 있다.

### 이산화 탄소 환원 촉매
자연에서 탄소 고정은 녹색 식물이 캘빈 회로의 일부로 루비스코 효소를 사용하여 수행한다. 루비스코는 다른 대부분의 효소에 비해 다소 느린 촉매로, 분당 몇 분자만을 이산화탄소를 리불로스 1,5-이인산에 통합하지만, 대기압 및 온화한 생물학적 조건에서 그렇게 한다. 결과물은 추가적으로 환원되어 결국 포도당 합성에 사용되며, 이는 다시 더 복잡한 탄수화물, 예를 들어 셀룰로스와 녹말의 전구체이다. 이 과정은 ATP와 NADPH 형태의 에너지를 소비한다.
연료 생산을 위한 인공 이산화탄소 환원은 주로 대기 중 이산화탄소에서 환원된 탄소 화합물을 생산하는 것을 목표로 한다. 이러한 목적을 위해 일부 전이 금속 포스핀 폴리포스핀 착물이 개발되었지만, 일반적으로 사용 전에 이산화탄소의 사전 농축이 필요하며, 호기성 조건에서 안정하고 대기 중 이산화탄소를 농축할 수 있는 운반체(이산화탄소를 고정할 분자)는 아직 개발되지 않았다. 이산화탄소 환원의 가장 간단한 생성물은 일산화 탄소(CO)이지만, 연료 개발을 위해서는 추가적인 환원(예: 다중 탄소 생성물로)이 필요하며, 추가 개발이 필요한 핵심 단계는 수소 음이온을 CO로 전달하는 것이다.

### 광생물학적 연료 생산
인공 광합성 내의 또 다른 연구 분야는 태양 연료 생산을 위한 광합성 미생물, 즉 녹색 미세 조류와 남세균의 선택 및 조작이다. 많은 균주가 자연적으로 수소를 생산한다. 조류 바이오 연료인 뷰탄올과 메탄올은 다양한 규모로 생산되었다. 이 방법은 합성생물학의 발전에 힘입었다. "사이보그 박테리아"를 이용한 이산화탄소로부터 아세트산 생산과 같은 다양한 바이오 연료가 개발되었다.
일부 태양전지는 물을 산소와 수소로 분해할 수 있으며, 이는 자연 광합성보다 약 10배 더 효율적이다. 인공 잎 기반의 스타트업인 Sun Catalytix는 이 장치가 햇빛으로부터 수소를 생산하는 다른 방법에 비해 절감 효과가 적기 때문에 프로토타입을 확대하지 않을 것이라고 밝혔다.
일부 광영양생물 미생물은 특정 조건에서 수소를 생산할 수 있다. 필라멘트형 남세균과 같은 질소 고정 미생물은 대기 중 N2를 암모니아로 전환하는 질소고정효소를 가지고 있다. 분자 수소는 이 반응의 부산물이며, 종종 미생물에 의해 방출되지 않고 수소 산화(흡수) 수소화효소에 의해 흡수된다. 이러한 유기체들이 수소를 생산하도록 강제하는 한 가지 방법은 흡수 수소화효소 활성을 제거하는 것이다. 이는 Nostoc punctiforme의 한 균주에서 수행되었다. NiFe 흡수 수소화효소의 구조 유전자 중 하나가 삽입 돌연변이에 의해 비활성화되었고, 돌연변이 균주는 조명 하에서 수소 발생을 보였다.
이러한 광합성 미생물 중 다수는 특정 조건에서 수소를 생산할 수 있는 양방향 수소화효소도 가지고 있다. 그러나 다른 에너지 소비 대사경로가 양성자 환원에 필요한 전자와 경쟁하여 전체 과정의 효율을 감소시킬 수 있으며, 이러한 수소화효소는 산소에 매우 민감하다.
시아노박테리아를 이용한 1-뷰탄올과 같은 여러 탄소 기반 바이오 연료도 생산되었다.
합성생물학 기술은 이 주제에 유용할 것으로 예상된다. 미생물학 및 효소 공학은 효소 효율성과 견고성을 향상시키고, 이전에 존재하지 않았던 광합성 미생물에 새로운 바이오 연료 생산 대사경로를 구축하거나 기존 경로를 개선할 잠재력을 가지고 있다. 또 다른 개발 중인 주제는 상업적 적용을 위한 광생물반응기 최적화이다.

### 식품 생산
연구원들은 이산화탄소, 전기, 물을 아세트산으로 변환한 다음 식품 생산 유기체가 소비하여 성장하는 2단계 전기촉매 과정을 통해 암흑에서 다양한 식품의 통제된 성장을 달성했다. 이는 식품 생산의 에너지 효율성을 높이고 환경 영향을 줄이는 방법이 될 수 있다. 그러나 실험 과정에 기반한 식품 생산 메커니즘이 실행 가능하며 확장될 수 있는지는 불분명하다.

## 장점, 단점 및 효율성
촉매 설계에서 일반적으로 다루는 문제는 효율성, 특히 시스템에서 실제로 입사광을 얼마나 많이 사용할 수 있는지에 대한 것이다. 이는 빛-화학 에너지 변환이 측정되는 광합성 효율과 비교할 수 있다. 광합성 유기체는 입사 태양 복사의 약 50%를 수집할 수 있지만, 광합성 효율의 이론적 한계는 C3 탄소 고정 식물과 C4 탄소 고정 식물 각각 4.6%와 6.0%이다. 실제로는 광합성의 효율은 훨씬 낮으며, 열대 기후의 사탕수수와 같은 일부 예외를 제외하고는 보통 1% 미만이다. 대조적으로, 인공 광합성 실험 프로토타입에서 보고된 최고 효율은 22.4%이다. 그러나 식물은 대기 중 이산화탄소 농도에서 효율적으로 이산화탄소를 사용할 수 있지만, 인공 촉매는 아직 이러한 기능을 수행할 수 없다.

## 같이 보기
- 박테리오로돕신
- ATP 생성효소
- 광전기화학
- AlgaePARC
- 탄소 발자국
- 연료전지
- 수소경제
- 신흥 기술 목록
- 대사공학
- 감광제
- 시티트리
- 리퀴드3
- 태양열 개질